# Aulós (instrumento)

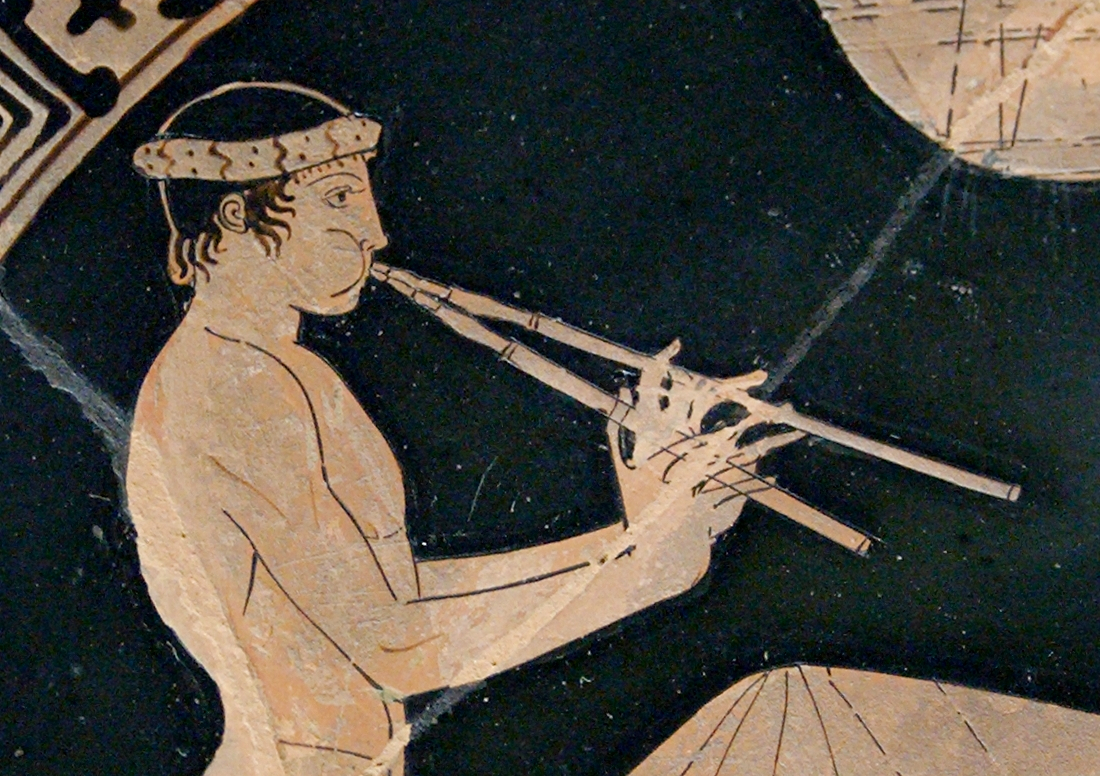
Detalle de una copa ática. Muchacho tocando el aulós inflando las mejillas. 460 a. C. Museo del Louvre.

El aulós (en griego antiguo: αὐλός/aulós; plural griego auloi) u oboe doble (mejor traducción que la tradicional "flauta doble"), fue un instrumento musical de viento de la Antigua Grecia. El músico que lo tocaba recibía el nombre de «auleta». Los romanos también usaron este instrumento y lo llamaban tibia para imitar el treno funerario de Medusa, quien nada más tenerlo lo lanzó a lo lejos porque se percató de que soplar el instrumento deformaba sus rasgos. El sátiro Marsias recuperó el instrumento y lo tocó en competición con Apolo, que tocó la lira.
El aulós, relacionado con el culto orgiástico, es decir, el culto a Dioniso y a Cibeles, topó en Grecia con la resistencia de los instrumentos de cuerda (relacionados con el culto a Apolo).

## Fabricación
Estaba compuesto de un tubo doble [2 tubos], agujereados con tres a seis orificios y dotados de dos lengüetas dobles. Estaba fabricado con caña, madera o marfil. Es distinto al flautín de los pastores, la siringa, que no dispone de caña. Se le califica a veces de flauta noble. Su sonido es estridente.
Estaba compuesto de un tubo cónico de unos 50 cm que tenía de 4 a 15 agujeros. El instrumento tiene mucho en común con el clarinete porque en la evolución de estos instrumentos también tenían llaves. Era hecho de caña, hueso, marfil o de metal para los profesionales. El problema principal era que el peso no podía ser mucho, porque se solían tocar dos al mismo tiempo. La afinación era absoluta. Si el instrumentista quería tocar con otra afinación, tenía que usar otros aulós o usar una extensión. Pronomos de Tebas inventó otro sistema; perforó más agujeros en el tubo que podían cerrarse con aros. Más adelante éstos se convirtirían en zapatillas, como en el clarinete. Fue utilizado en la Antigüedad por griegos, fenicios e iberos.

## Usos

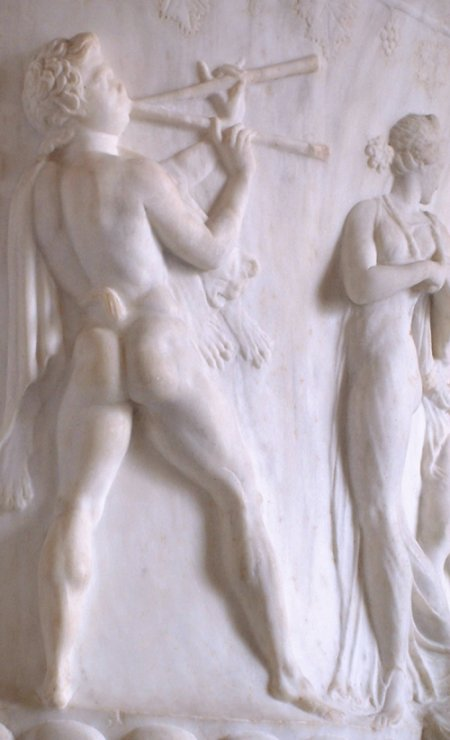
Escultura que muestra un sátiro tocando dos aulós.

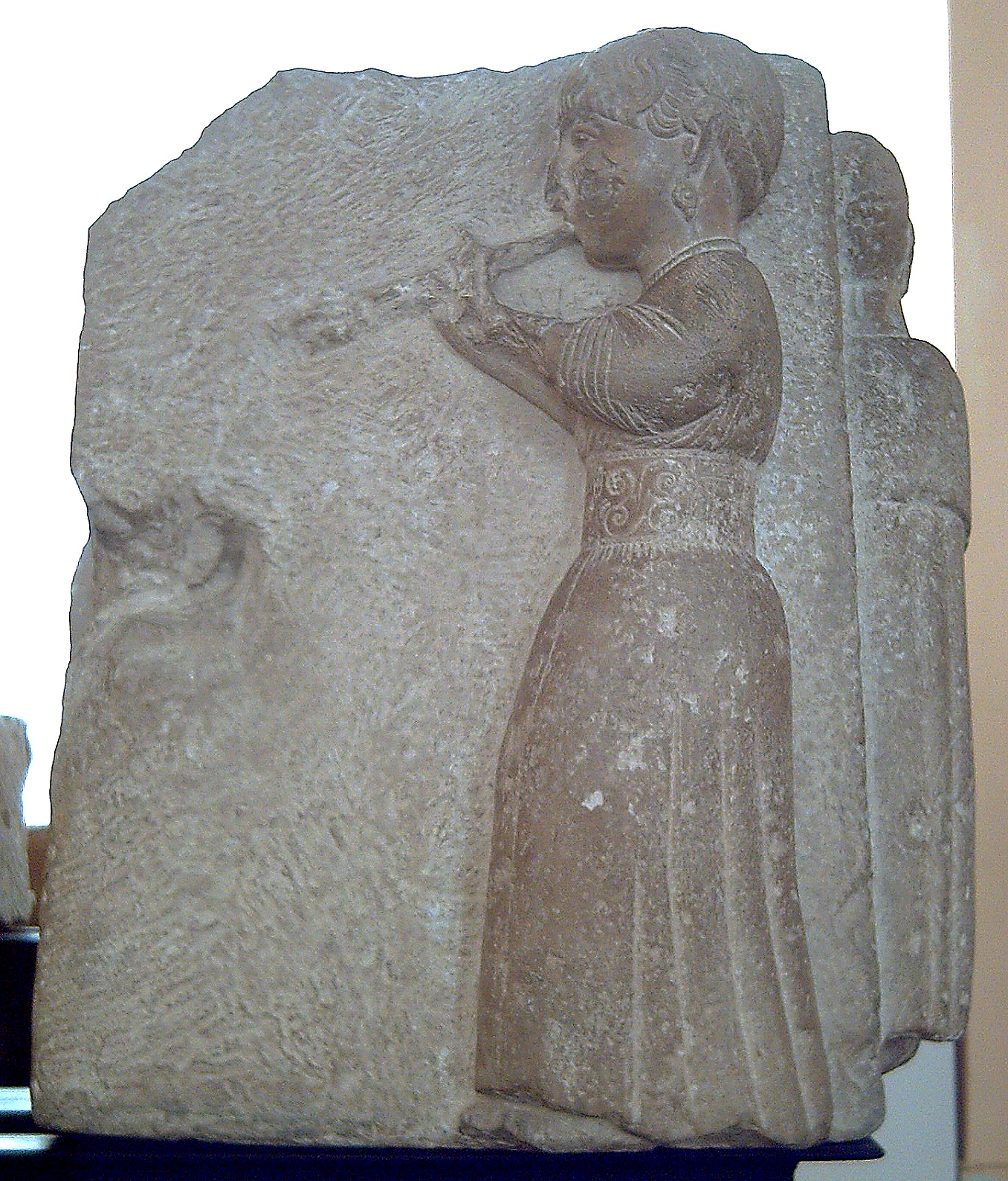
Auletris o auletrix ibera tañendo un aulós. Relieve en caliza encontrado en Osuna. Museo Arqueológico Nacional en Madrid.

En la Antigua Grecia, se utilizaba el aulós para acompañar algunas formas de poesía como las elegías y los yambos. Era uno de los instrumentos, junto con la lira, que aprendían a tocar los jóvenes atenienses. Los nobles lo pusieron de moda; Alcibíades se negó a aprender a tocarlo por el mismo motivo que Atenea, porque le deformaba la cara cuando lo tañía. Este hecho precipitó el declive del instrumento Su aprendizaje se impartía en el siglo IV  a. C., pero Aristóteles lo excluyó de su programa de enseñanza. En Atenas era un instrumento de músicos profesionales. Se utilizaba en los banquetes, en los funerales, en los sacrificios religiosos y para marcar el ritmo a los soldados, y a los remeros de los buques de guerra la cadencia de las paladas.
En otras ciudades el aulós estaba más de moda: Tebas era un centro renombrado. En el siglo V a. C., el auleta tebano Antigénidas revolucionó el instrumento adaptándolo a su música, haciendo que la caña vibrara antes a fin de añadir florituras: la rejuveneció y la acortó para que fuera más flexible, facilitando así una ejecución «ornamentada». El tañido ornamentado y el tamaño de la caña rápidamente se pusieron de moda en las fiestas de la gente de un cierto estatus: Ifícrates contrató a Antigénidas para su boda con la hija del rey Cotis I. Otro auleta tebano, Andrón de Catania, añadió a la ejecución movimientos corporales, que se llamó ejecución «siciliana».
Sirvió el aulós para la glorificación del culto orgiástico de Dioniso y los lacedemonios lo usaban como clarín.
El aulós, además de ser utilizado en templos, juegos, rituales, matrimonios, comidas… también era utilizado por los militares:  

Era costumbre en el ejército espartano que se tocara el aulós cuando se sacrificaba una cabrita ante la vista del enemigo.
JENOFONTE: República de los lacedemonios 13.8

En Esparta, cumplía la misma función que el pífano de los ejércitos occidentales de en la época moderna. Se atribuye a Licurgo la introducción del aulós en el ejército espartano. Los soldados marchaban al combate al son del aulós, con el fin de mantener un correcto orden en la formación y el mismo ritmo en la marcha. Antes de la batalla, los auletas tocaban un preludio con el objetivo de poner a los soldados en disposición de ánimo para la lucha. En los trirremes, los auletas y los trieraulas (trièraulès) eran los encargados de marcar la cadencia de las paladas a los remeros.
En la cultura ibérica también se han encontrado representaciones de aulós como la famosa Auletris de Osuna del siglo III-II a. C. Probablemente el aulós era utilizado en contextos ceremoniales por la influencia griega o fenicia-púnica.

## Historia

### Introducción

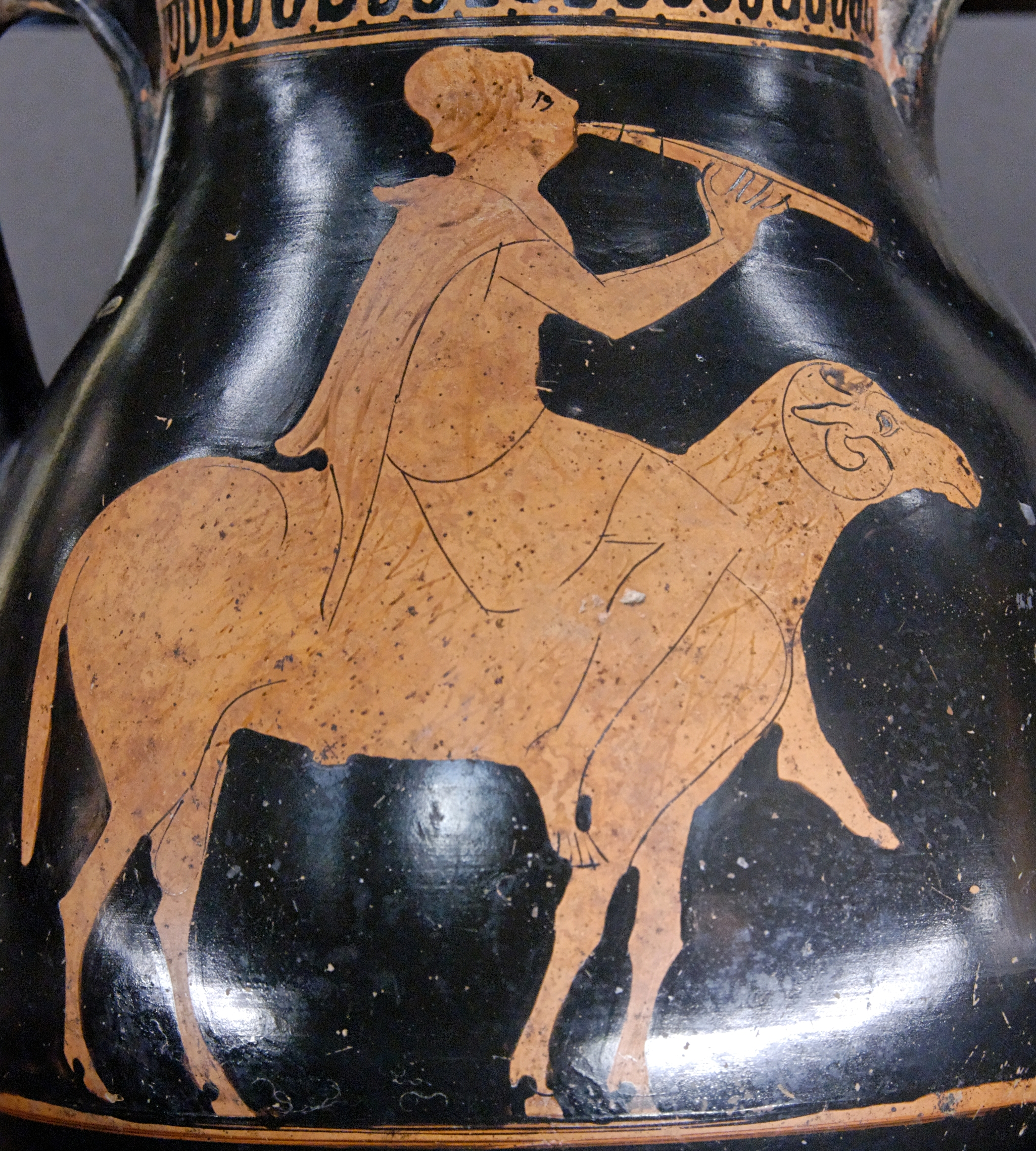
Pelike representando un pastor tocando el aulós y montado sobre un carnero. Museo del Louvre. 470 a. C.

El término aulós hace referencia al verbo soplar (ἄημι). Seguramente deriva del monaulos (μόναυλος). En la antigua Grecia, el aulós era un antiguo instrumento musical de viento asimilado a nuestros antiguos oboes o fagotes. Es preferible traducirlo por salmoé. El aulós era el más importante de los instrumentos de viento. Ningún instrumento de la antigua Grecia ha sido representado con tantos errores por nuestros contemporáneos. Hasta mediados del siglo XX fue confundido con la trompa o más corrientemente con la flauta.
El instrumentista de aulós se llamaba auleter (αὐλητήρ), que no debe confundirse con el cantante de una auloodia (αὐλῳδία), es decir el 'auloodos (αὐλῳδός) que no tañían salmoés. 
El aulós no era un instrumento pastoril. Aun con todos su refinamientos era un instrumento familiar. Existieron otros instrumentos de viento, pero se redujeron debido a que su técnica no era tan profunda como la del aulós. Se puede escuchar el aulós en:
- «Página Kérylos de música griega antigua» (en francés). Consultado el 21 de mayo de 2013.
- «Terpandros, The Cyprus Ensemble of ancient greek musical instrument: Avlos» (en inglés). Consultado el 21 de mayo de 2013.

### Invención legendaria del aulós

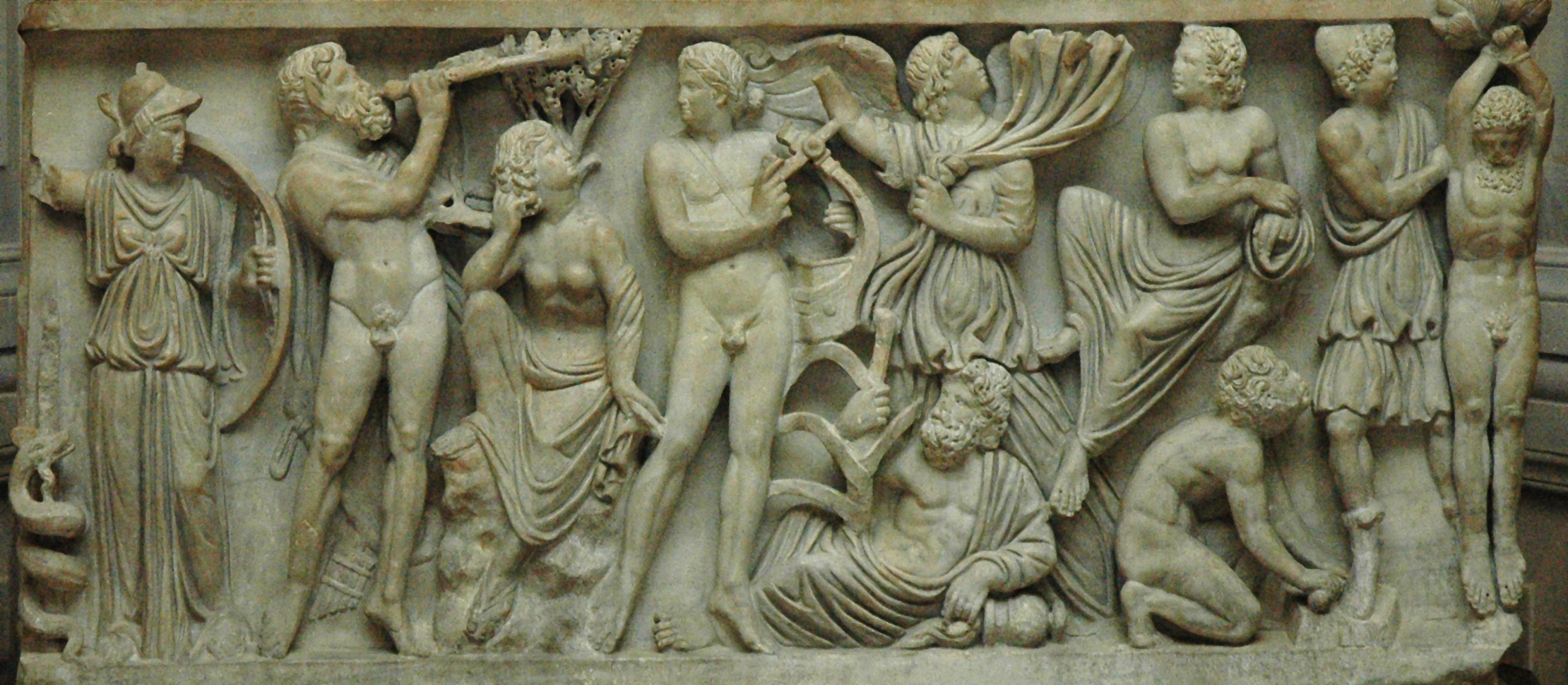
Competición entre Marsias y Apolo en un sarcófago romano (c. 290–300).

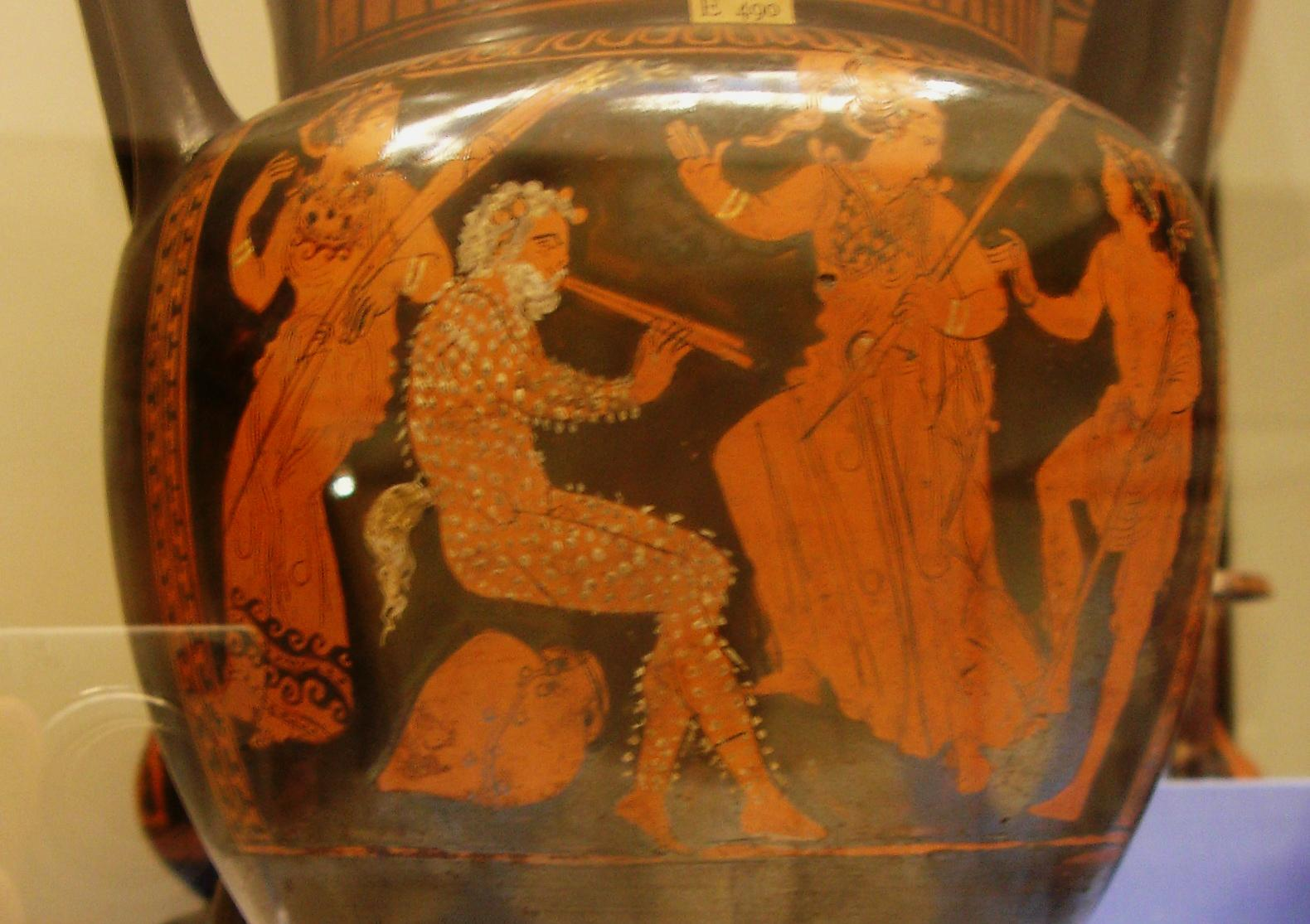
Crátera que representa a Marsias tocando el aulós, Atenea y Apolo están a su derecha. Museo Británico, 410 a. C.

El origen supuestamente exótico del caramillo lo convierte en un instrumento poco apreciado por los mitos griegos. Su invención es divina y atribuida a Atenea (también a Apolo o Euterpe). A veces se atribuye la invención a Hyagnis (que sería el primer tañedor del caramillo), el sileno Marsias o su discípulo Olimpo. En el siglo XV a. C., se sitúa al famoso auleta Olimpo, alumno de Marsias, que habría compuesto varios temas sagrados y funerarios, que se conservaban en época de Aristóteles, quien los admiraba. A Olimpo se le atribuye la invención de la escala musical enarmónica. Según algunos autores, la invención de la siringa por Cibeles, habría inspirado a Marsias la invención de la flauta simple μόναυλος o del plagiaulos πλαγίαυλος.
De la invención por la propia Atenea en la mitología griega, se dice que la diosa lo abandonó cuando se dio cuenta de que al tocar el instrumento (αὐλητικός) se le deformaba la cara (la boca), y lo lanzó lejos. Se le atribuía la invención de la trompeta y del aulós doble (diaulós) de asta de ciervo que emitía el mismo sonido que las dos Gorgonas que lloraban la muerte de su hermana Medusa, para imitar el treno funerario.

La Virgen (Atenea) formó de las flautas el omnísono canto que con instrumentos, pudiera imitar el funeral gemido que de las temblorosas mandíbulas de Euríale brotara. Lo inventó la diosa. Pero cuando lo inventó, para don a los hombres mortales la
llamó «melodía de las muchas cabezas»: gloriosa convocadora de agones que a los pueblos atraen.
Píndaro, Píticas XII.18-22

Un día, mientras Atenea estaba en un banquete, en el que interpretaba a la perfección el aulós, Hera y Afrodita se burlaban de ella a causa de sus mejillas hinchadas por el aire. Atenea se hartó y se escondió en un bosque de Frigia, tocó el aulós y miró su imagen reflejada en el agua de un río. Mientras soplaba el aulós, sus mejillas comenzaron a hincharse y su rostro comenzó a congestionarse. Arrojó el aulós y lanzó una maldición sobre cualquiera que lo recogiera.

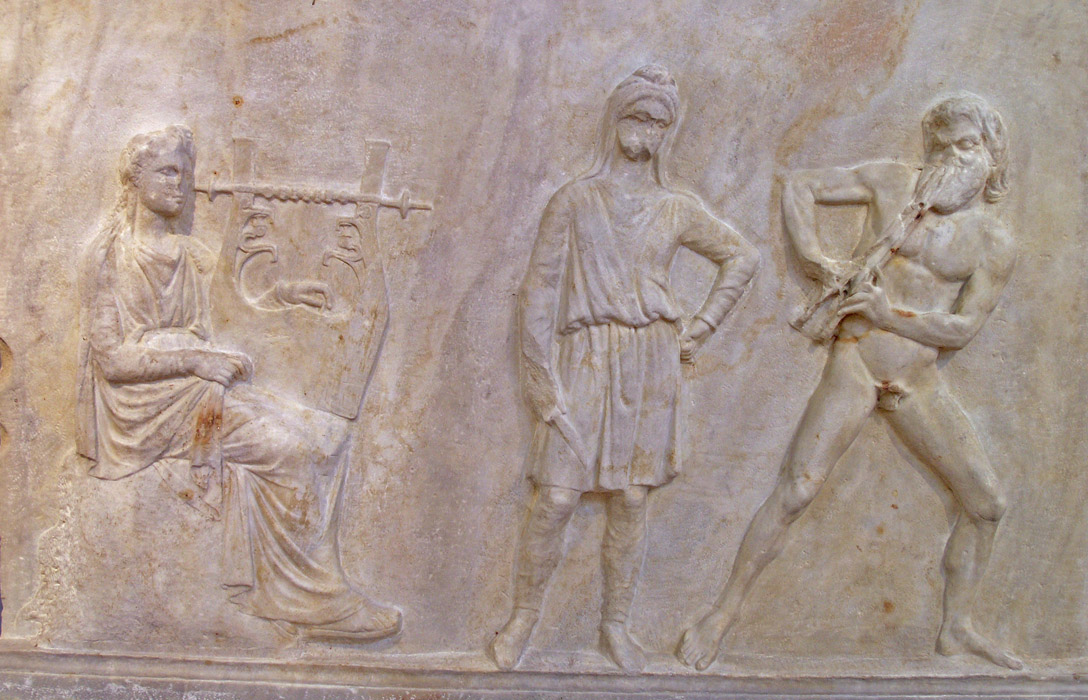
Concurso entre Apolo y Marsias.

El aulós fue recuperado por el sátiro Marsias. Se trabó con el aulós y ni siquiera tuvo tiempo de llevarlo a sus labios. Recordando la música de Atenea, el aulós empezó a tocar solo. Viajó a Frigia después de Cibeles, deleitando a los agricultores que dijeron que el propio Apolo no lo podía hacer mejor con su lira. Marsias retó a Apolo a un concurso de música con las Musas y Midas de jurado. El ganador tendría derecho a infligir la pena de su elección al perdedor. Ambos tocaron de forma tan perfecta que las Musas no pudieron decretar un vencedor, entonces Apolo retó al sátiro a tocar su instrumento cabeza abajo. Apolo cantaba acompañándose de la lira y exigió a Marsias que hiciera lo mismo. Evidentemente, Marsias no podía tocar el aulós y cantar al mismo tiempo; las Musas declararon ganador a Apolo.
Después de derrotar a Marsias, se vengó de él, por haber osado retar a un dios, suspendiéndole de un pino y despellejándolo vivo. Después clavó la piel cerca de una cueva. Las lágrimas de sus amigos, ninfas y sátiros que vinieron a llorar formaron el río Marsias. Apolo deploró su conducta y, arrepentido, rompió su lira.
El concurso entre Apolo y Marsias simboliza la lucha entre las influencias apolíneas (ἔθος ethos) y las dionisíacas (πάθος  pathos) del hombre y se convirtió en uno de los temas favoritos de los artistas antiguos. Se encuentra este mitema en  El nacimiento de la tragedia en el espíritu de la música (1872)  de Friedrich Nietzsche. (Cf. Apolíneo y dionisíaco).
Babis, hijo de Meandro y hermano de Marsias, tocaba también el aulós pero, por su falta de habilidad, no fue castigado por Apolo como sí lo fue su hermano.

## Partes del aulós

### Cañas

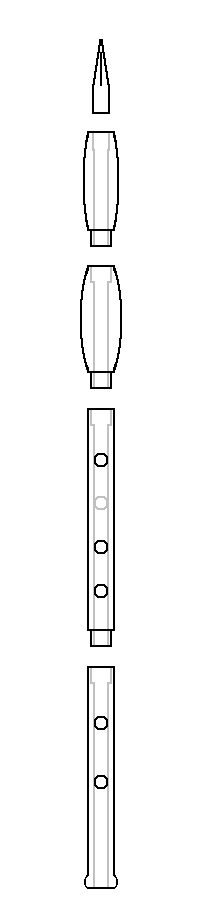
Esquema de un aulós.

El aulós clásico se componía siempre de dos cañas (βόμϐυκες) distintas. El material de las cañas variaba según la época y el músico. La caña del Lago Copaide (cercano a Orcómeno en Beocia), el boj, el azufaifo eran poco costosos, los menos complicados de fabricar y reservados a los músicos más modestos.
Annie Bélis dice que los auloi eran fabricados bajo pedido por los αὐλητήρ profesionales que formulaban sus deseos y sus exigencias al fabricante de instrumentos; por consiguiente, cada aulós era por así decirlo único. Los materiales más comunes para los auloi profesionales eran el hueso (de perro, asno, águila, buitre, cervatillo…), marfil, bronce y plata. Por otra parte, los tebanos fueron los pioneros en enfundar los auloi en bronce. Hay que añadir las cañas de arcilla, piedra (Neolítico) y otros metales (cobre, oro).
Algunos tubos alcanzaban precios considerables: Ismenias pagó 7 talentos por un par de tubos. Así sucedió que los artistas confeccionaban sus propios instrumentos o los revendían.

### Agujeros
Los dos tubos (κοιλία) de las dos cañas eran cilíndricos y provistos de agujeros (τρῆματα ou τρυπήματα). Los agujeros se practicaban con un hierro candente. Para determinar la ubicación correcta de cada agujero, los antiguos establecieron reglas matemáticas. Pero estos cálculos sólo pueden conducir a una aproximación, porque suponen un canal interior con el mismo diámetro que los agujeros. Además, la altura podía ser modificada mediante el espesor de la pared o la sensibilidad de la lengüeta. Lo importante era asegurar la cohesión entre las dos cañas que siempre se tocaban juntas. En principio, los orificios para los dedos eran redondos y alineados en la parte superior del tubo. Pero se podían encontrar agujeros perforados en la cara inferior y la cara superior alternativamente. Podía haber agujeros alargados para un tañido de oclusión parcial (del género enarmónico). El aulós se representaba a menudo con cuatro agujeros por caña (juego sobre una octava). Además era un cuestión totalmente natural, ya que se utilizaban los pulgares en oposición para mantener los tubos.
La invención de las virolas (ver abajo) que permitían mantener automáticamente un agujero cerrado, permitió a los fabricantes de instrumentos aumentar el número de agujeros a más de cuatro. El progreso fue más espectacular que en la cítara. Se encuentran, entonces, cañas dobles con 5 y 6 agujeros, en general; posteriormente incluso 10. Después cañas con 12 o 15 agujeros. Se conserva una caña excepcional con 24 agujeros, el denominado «aulós de Axos» en el Museo Arqueológico de Heraclión). Como la escala del aulós primitivo no sobrepasaba la octava, el agujero más alto se encontraba a mitad del tubo, cuya longitud rara vez superaba los 30 cm.
Existe poca información acerca de la ubicación de los orificios y por lo tanto sobre la escala del instrumento. Lo que se sabe es que los dos pedales sonaban al unísono. En principio, el tañido era heterofónico, la parte grave (la del canto) se ejecutaba en el tubo de la derecha, el acompañamiento en el tubo de la izquierda.

### Boquilla

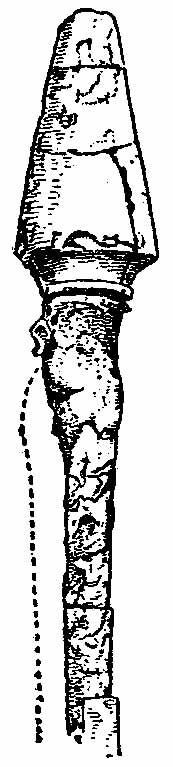
Dibujo de boquilla encontrada en Pompeya.

Una boquilla (ὅλμος/hólmos) con forma de bulbo se acoplaba en la parte superior. La boquilla contenía una lengüeta. Las palabras ὅλμος (mortero) y ὑφόλμιον (soporte de mortero) son términos tomados del material de la panadería (por su semejanza). Se fabricaban con el mismo material que el instrumento. La boquilla tenía forma de embudo, donde la lengüeta estaba plantada «como una flor en un tiesto». Un estrechamiento destinado a mantener la lengüeta en su sitio, la unía al ὑφόλμιον, que tenía la forma de un bulbo. Una ligadura sujetaba ὅλμος y ὑφόλμιον.

### Lengüeta doble o simple

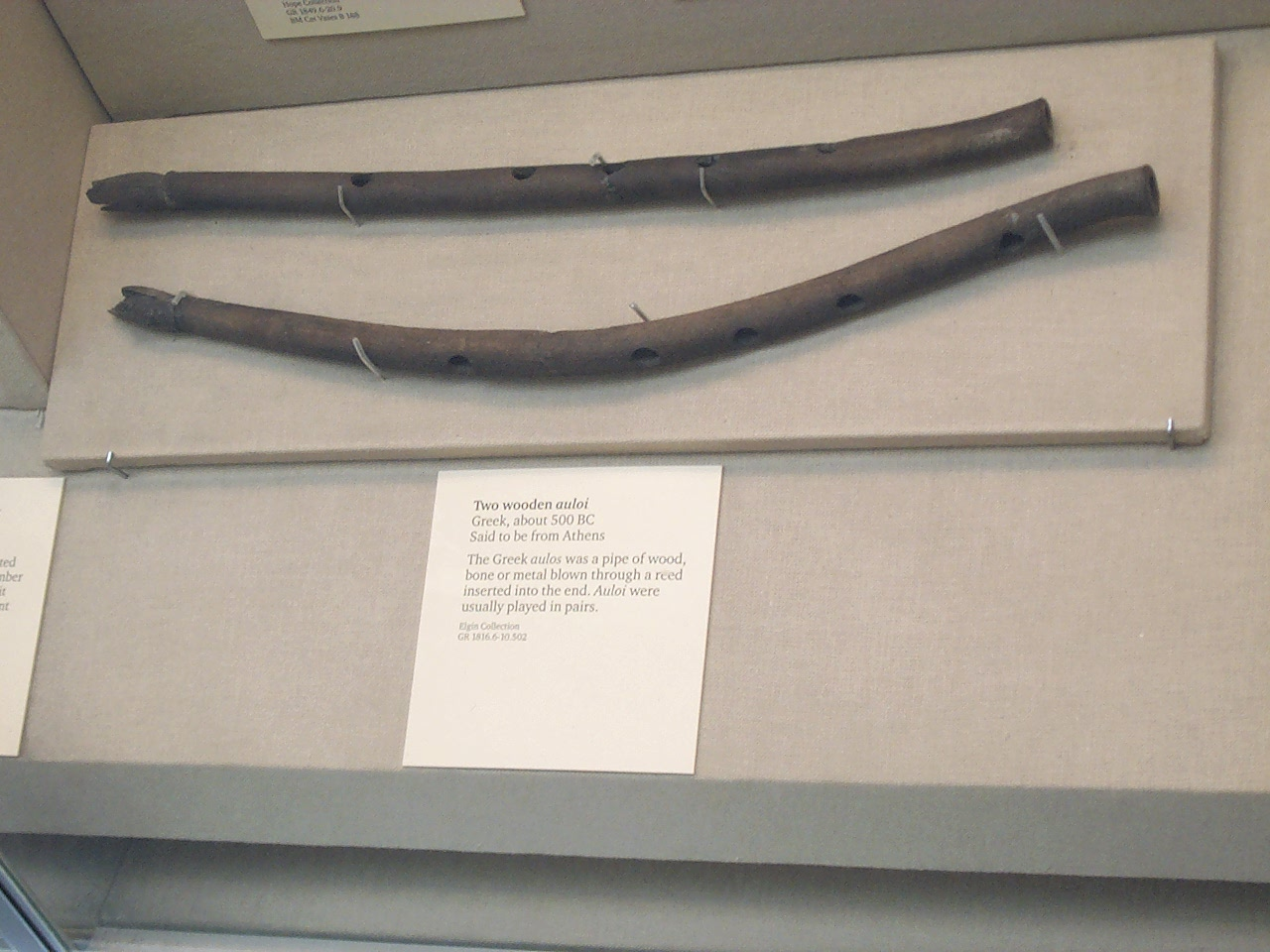
Vestigio de un diaulós, Museo Británico.

La lengüeta era una lámina de caña, de junco. Hoy en día, la caña se utiliza para los oboes, clarinetes, fagots, etc. El auleta (αὐλητήρ) introducía la caña en la boca, soplaba vigorosamente, haciendo vibrar las dos lengüetas y la columna de aire del instrumento. Las lengüetas eran talladas en una caña especial llamada kalamos zeugitês (κάλαμος ζευγίτης). Debían provenir de la misma caña y del mismo entrenudo.
Loa antiguos eran muy exigentes con las lengüetas: la caña debía haber crecido en el agua durante dos años. Las cañas desprovistas de vilanos proprocionaban las lengüetas más perfectas, pero eran las más delicadas de trabajar. Se cortaban en septiembre y se dejaban secar durante varios años. Con el entrenudo superior, la lengüeta era demasiado flexible, con el entrenudo inferior era demasiado rígida. El entrenudo medio proporcionaba las mejores lengüetas. Se utilizaba un lengüeta simple (glôtta/glôssa [γλῶττα/γλῶσσα] o glôssis/glôttis, [γλωσσίς/γλωττίς]) o doble (ζεῦγος, zeugos, que significaba yunta), como en el oboe actual.
Para el auleta, las lengüetas eran objeto de todos sus cuidados. No dudaba en quitarlas y guardarlas en una caja.

### Virolas y tubos
El aulós primitivo era un instrumento con recursos limitados: 9 notas distintas + notas alteradas mediante la semi-obturación de los agujeros. El perfeccionamiento del aulós consistió en dos dispositivos de virolas y de tubos laterales. Las virolas metálicas eran mantenidas mediante anillas. La forma de las virolas recordaba a los espíritus del alfabeto griego.

#### Virolas

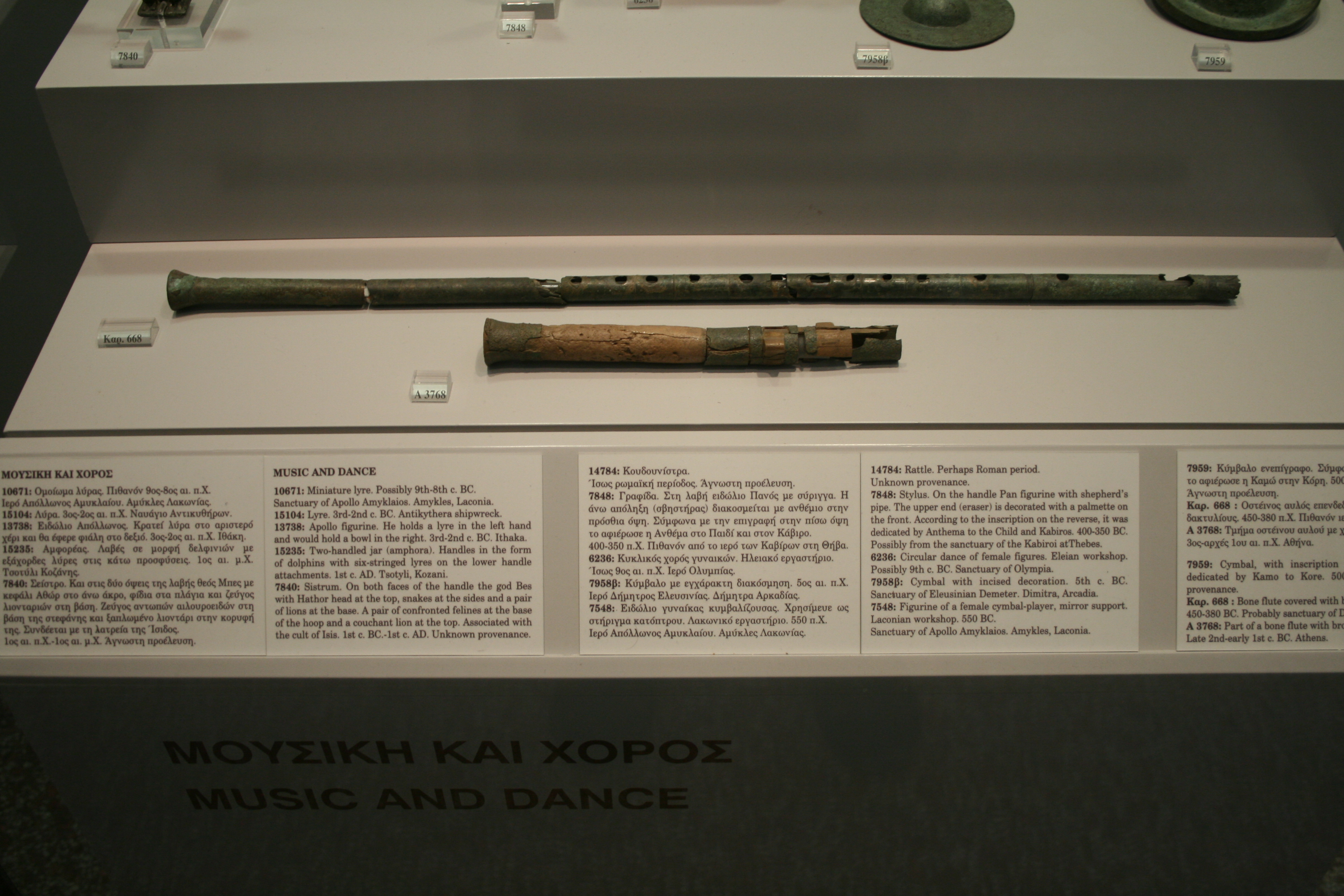
Restos de aulós con virolas.

Los recursos del aulós fueron ampliados en el siglo V a. C., por dos artistas de la escuela de Tebas: Pronomos (maestro de Alcibíades) y Diodoro. Pronomos encontró el medio de ejecutar con una única caña todos los modos. Diodoro introdujo la «multiplicidad de agujeros» y los  «caminos oblicuos» para el soplo. Se piensa que se ponía una serie de virolas metálicas (anillos puestos sobre un mástil que servía para sujetar otra pieza de madera) que, mediante rotación, llegaba a cubrir completa o parcialmente los agujeros (para la interpretación enarmónica). Más tarde, se le añadió una pequeña guarnición auxiliar, paratrupèma (παρατρύπημα).
En el exterior, el instrumento parecía completamente recubierto por una funda de metal, como los instrumentos modernos (cf. Théobal Boehm).
El número de agujeros aumentó hasta doce y quince. La longitud de los tubos creció. El instrumento cubría dos octavas. Naturalmente, este instrumento no podía ser manejado sólo con la ayuda de los dedos de ambas manos.
Le digitación consistía, al principio, en tapar los agujeros, después en saber obturarlos parcialmente. Y con el mecanismo de las virolas, la mano no permanece quieta, se pasea con agilidad y rapidez de arriba abajo, girando una virola, maniobrando un gancho, tirando de la garra.

#### Tubos
Los tubos eran demasiado frágiles para resistir el paso del tiempo. Solo existe un ejemplar: el caramillo de Sambon. Sin embargo, a menudo son representados en los monumentos. Los tubos se parecen a un tallo cilíndrico que termina en un pabellón, a veces hacen pensar en un diente que se aloja en el agujero a tocar. Los tubos permitían obtener variaciones de un cuarto de tono muy preciso, y tener un instrumento perfectamente cromático. Bastaba con cambiar los tubos para cambiar el género o el modo, al igual que se cambiaba de tono en la trompa natural en el siglo XVIII.
Cabe señalar que en ninguna representación de la época clásica aparecen tubos o virolas (la lira todavía tiene 4 o 7 cuerdas). El idealismo del arte dicha época, juzgó este tipo de detalle fútil e indigno de ser representado en las escenas mitológicas.

## Escala del aulós
En la época arcaica no pasaba de la octava por 2 x 4 agujeros.
El caramillo destinado al canto era el paranètè (παρανήτη, ré3) – paramésè (παραμέση, si3) – mésè (μέση, la3) – parupatè (παρυπάτη, fa2) – hupatè. El caramillo de acompañamiento era nètè (νήτη, mi3) - tritè (τριτη, disjuntos do3) – tritè (τριτη, conjuntos sib3) - mésè (μέση, la3) – hupatè (ὕπατη, mi2). Se supone que el aulós utilizaba todos los modos habituales, pero algunos testimonios aluden a cinco modos: dórico, frigio, lidio, iastieno y síntono-lidio. El modo frigio era el preferido.
En la época de Aristóxeno, los fabricantes de auloi empleaban 6 tonos. Los fundamentales estaban escalonados del grave al agudo, tal y como sigue: hipofrigio; ¾ de tono; hipodorio; ¾; dorio; 1 tono; frigio; ¾; lidio; ¾; mixolidio. Después del abandono de la enarmonía y de los cuartos de tonos en el siglo III a. C., la escala aulética constaba de 7 tonos: hipofrigio; 1 tono; hipolidio; 1 tono; iastieno; ½ tono; frigio; 1 tono; lidio; 1 tono; hiperiastieno; 1 tono; hipereolio.
No hay restos en la teoría musical antigua de la observación o de la utilización des sonidos armónicos.

## Adornos
Los instrumentistas de aulós utilizaban adornos musicales como los trinos, mordentes, etc., que se llamaban  teretismoi (τερετισμοί) y niglaroi (νίγλαροι). Eran utilizados sobre todo en el nomo pítico, en el que el artista debía imitar los silbidos del dragón expirando y el chirrido de los dientes. Otro artificio permitía imitar el sonido de la trompeta. El trémolo fue introducido por Antigénidas y entrañaba una modificación en la preparación de las lengüetas. Se alabó mucho tiempo las  «modulaciones de miel» de este artista.

## Heterofonía
La particularidad del aulós, era la interpretación en dos partes. Un tubo llamado melos (μέλος) era el encargado del canto, el otro, krousis (κροῦσις) hacía el acompañamiento. El canto era en registro grave y el acompañamiento en registro agudo. Sin embargo Varrón niega categóricamente esta conclusión, lo que implica una diferencia en la práctica entre los griegos y los romanos.